# 雅姫 (島津氏)
雅姫（まさひめ、安永3年12月27日（1775年1月28日） - 文化9年1月11日（1812年2月23日））は、島津家分家の日向佐土原藩主・島津忠持の正室。島津本家の当主で薩摩藩主・島津重豪の養女。公式上の実父は加治木島津家当主・島津久徴。公式上の実母はその正室・多千子（薩摩藩家臣・島津久芳の娘）。別名は明子。子に島津忠徹。
安永3年（1774年）12月27日に鹿児島城下の加治木島津家の屋敷にて誕生した。天明元年閏5月、島津本家及び薩摩藩主・島津重豪の養女となり、同年同月15日に鹿児島城に移り28日に「明姫」と改名する。天明7年9月3日に鹿児島を発ち、同年11月3日に江戸着、翌天明8年2月21日に芝三田の薩摩藩邸に移る。寛政元年6月27日、佐土原藩主・島津忠持と結婚する。寛政9年8月2日（1797年9月21日）に嫡子の忠徹を産む。
文化9年（1812年）1月11日に江戸の佐土原藩邸上屋敷にて死去した。法名は英祥院殿香譽清薫履操大姉。